# Estelle Skornik
Estelle Skornik, née le 4 juillet 1971 à Paris, est une actrice française.

## Biographie

### Débuts
Elle a débuté au théâtre dans la Compagnie Francis Huster, en même temps que les actrices Valérie Crunchant, Cristiana Reali, Clotilde Courau et Valentine Varela.

### Vie privée
Elle est née à Paris, y a vécu avec ses deux parents et sa sœur Hélène. Elle est mariée à Marc Placek et a trois enfants.

### Carrière
Elle a depuis fait une carrière plutôt consacrée au cinéma et a notamment joué dans Prise au piège de Jérôme Enrico avec Lucia Sanchez et Nils Tavernier.
Elle est connue en Grande-Bretagne pour son rôle dans une campagne publicitaire pour la Renault Clio dans laquelle elle joue un personnage appelé Nicole.

## Filmographie

### Télévision
- 1993 : Les Maîtres du pain, d'Hervé Baslé : Marie-Claude
- 1995 : Cycle Simenon : Les Gens d'en face de Jesús Garay: Sonia
- 1995 : Porté disparu, de Jacques Richard : Carola
- 1999 : Vertiges: Prise au piège, de Jérôme Enrico : Fanny
- 1999 : Horatio Hornblower, d'Andrew Grieve : Mariette
- 1997 : Le Baiser sous la cloche, d'Emmanuel Gust : Agnès
- 2003 : Maigret et l'ombre chinoise, de Charles Nemes : Nine Moinard
- 2004 : Central nuit : Vol à la poussette : Mme Lesven
- 2004 : Commissaire Valence : L'amour d'un flic, de Patrick Grandperret: Charlotte Parker
- 2005 : Fargas : Comme un chien, de Didier Le Pêcheur : La Substitut Eva Arnault
- 2006 : SOS 18 (5 épisodes) : Céline
- 2007 : Femmes de loi : Immunité : Christelle Montès
- 2007 : R.I.S Police scientifique : Preuve d’amour : Isabelle Meyel
- 2007 : R.I.S Police scientifique : Dépendances : Jeanne Venturi
- 2007 : R.I.S Police scientifique : Voyance : Jeanne
- 2009 : R.I.S Police scientifique : Parade mortelle : Jeanne Venturi
- 2009 : Le Chasseur, de Nicolas Cuche : Lauren
- 2009 : Ce jour-là, tout a changé, d'Arnaud Sélignac : La reine Marie-Antoinette
- 2013 : La Rupture, de Laurent Heynemann : Bernadette Chirac
- 2015 : Le sang de la vigne, saison 6, épisode 2 : Médoc sur ordonnance, de René Manzor: Florence Colombe, la victime
- 2017 : Section de recherches, saison 11, épisodes 12 à 14 : Garance
- 2018 : Souviens-toi de nous, de Lorenzo Gabriele : Dominique
- 2019 : Commissaire Magellan, saison 10, épisode 30 : Rêve brisé : Estelle Delandin

### Cinéma
- 1992 : Albert souffre, de Bruno Nuytten : Jeanne
- 1993 : La Mal Aimée, de Bertrand Arthuys : Marion
- 1997 : Marquise, de Vera Belmont : Marie
- 1999 : Les Parasites, de Philippe de Chauveron : Brigitte
- 2000 : Virilité et autres sentiments modernes, de Ronan Girre : Laura
- 2001 : L'Amour absent, de Christian Louis-Vital : Léa
- 2002 : From Hell, d'Albert Hughes : Ada
- 2011 : Les Lyonnais, d'Olivier Marchal : Lilou Suttel
- 2025 : Bastion 36 d'Olivier Marchal : Docteur Claire Budzinski

## Théâtre
- 1995 : Le Misanthrope de Molière, mise en scène de Francis Huster